# Super Bowl XXVII
Super Bowl XXVII var den 27. udgave af Super Bowl, finalen i den amerikanske football-liga NFL. Kampen blev spillet 31. januar 1993 på Rose Bowl i Los Angeles og stod mellem Dallas Cowboys og Buffalo Bills. Cowboys vandt 52-17 og sikrede sig dermed klubbens tredje Super Bowl sejr gennem tiden. Det var desuden det tredje af Bills fire Super Bowl nederlag i træk.
Kampens MVP (mest værdifulde spiller) blev Cowboys quarterback Troy Aikman.
| NFL | Spire Denne artikel om NFL er en spire som bør udbygges. Du er velkommen til at hjælpe Wikipedia ved at udvide den. |